# ブンチャー
ブンチャー（ベトナム語：Bún chả / 𥻸𤌄、IPA: [ɓǔn ca᷉ː]）は、焼いた豚肉とライスヌードルを用いたベトナム料理であり、ハノイ発祥だと考えられている。「ベトナムのサラダ素麺」などと言われる。グリルで焼いた豚肉の脂身 (chả) などを白いビーフン (bún) にのせ、好みのハーブと甘酸っぱいつけだれを添えて食べる。

## 材料

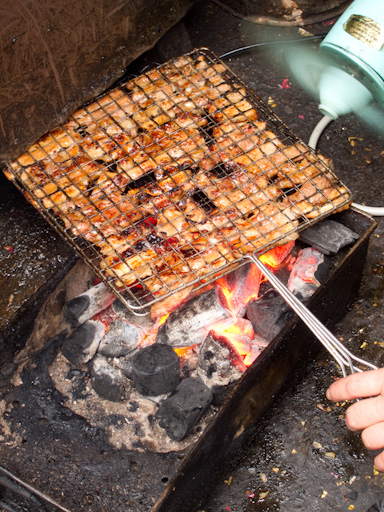
ブンチャー用に焼いた肉

ブンチャーはさまざまな材料から作られる。肉は豚の肩肉を原料とした挽肉のミートボールや脇腹の肉などを使用する。麺は米の粉で作った細いビーフンを用いる。ベトナムの代表的なライスヌードルであるフォーの麺に比べると、ブンチャーで用いる麺は柔らかい。
「甘味、辛味、酸味が一体となったつけだれが特徴」である。このたれにはヌクマム、砂糖、レモン、酢、スープストック、つぶしたニンニク、唐辛子などを用いる。フォーとは異なり、麺とスープは別々の皿に盛って提供する。ハノイのブンチャー店で提供されるつけだれの材料は大同小異だが、配合の割合が店ごとに異なるという。
食べる際に好みでハーブなどをかける。青パパイア、ニンジン、タマネギ、コールラビなど野菜の漬物と、生のキャベツ、バジル、シソクサ、スプラウト、ナギナタコウジュ、白ネギ、パクチーなどを添える。揚げ春巻などをトッピングにすることもある。つぶしたニンニク、つぶした唐辛子、酢、挽いた胡椒、スライスしたライムなどをつけあわせにすることがある。

## ハノイ料理

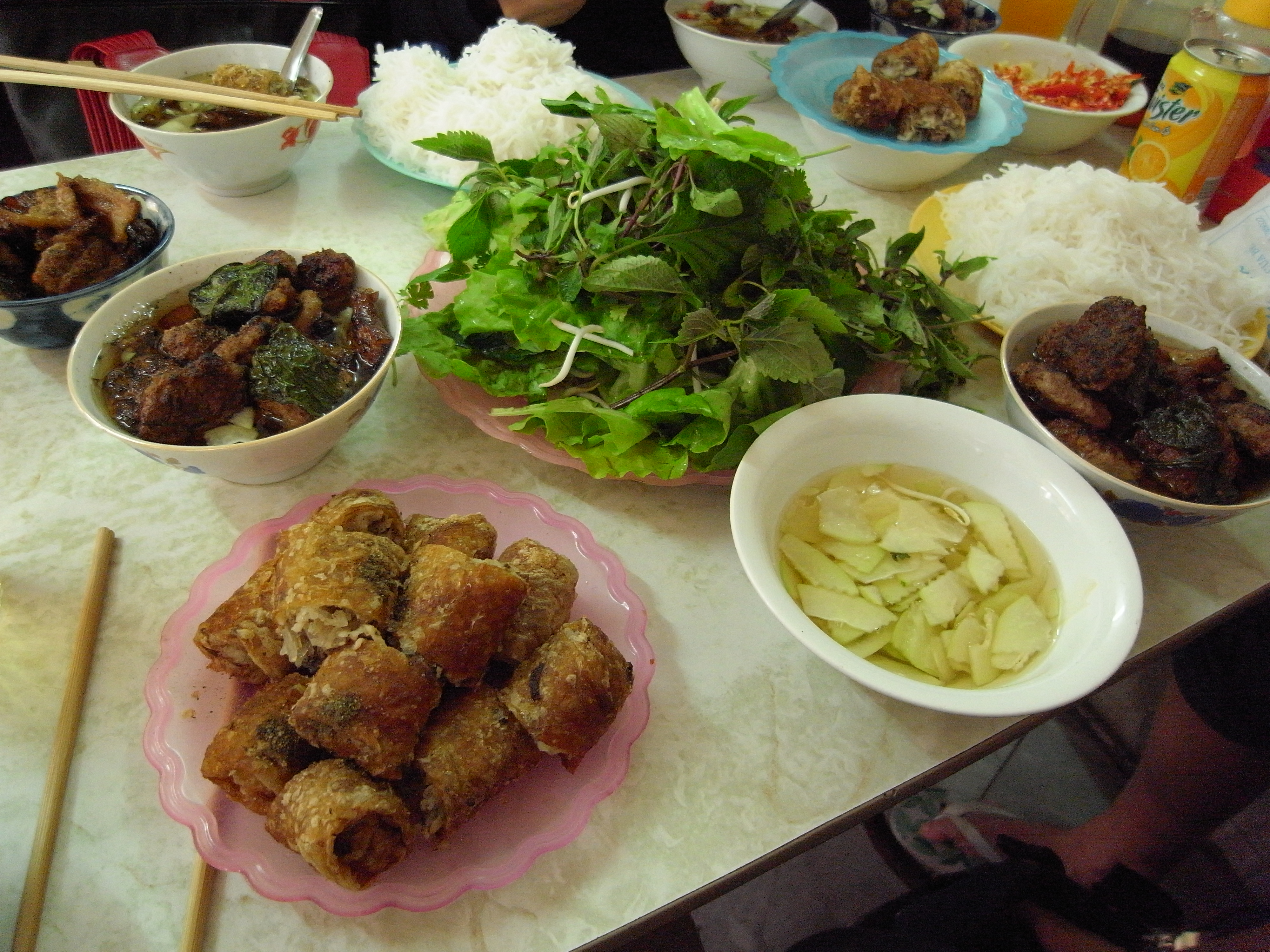
ブンチャーとカニの春巻

「ベトナムの国民食」と言われる一方、「ハノイの名物料理」と見なされている。ブンチャーは正午に昼食としてよく食べられ、これはハノイの料理文化に特有の習慣となっている。夜に食べることもある。
ハノイの最初のブンチャーレストランは旧市街、ホアンキエム区のザーグーにあった。ハノイの店で売られているブンチャーの価格は安く、2016年時点で「1杯5万～6万ドン（約250～約300円）程度」であった。
ハノイにあるブンチャー店であるフオンリエンは、当時アメリカ合衆国大統領であったバラク・オバマが2016年5月にヴェトナムに旅行した際、シェフのアンソニー・ボーディンに連れられて訪問し、ブンチャーを食べたことで有名になった。この時にボーディンが払った値段は6ドルほどだったという。オバマがブンチャーを食したことが報道されて以降、ハノイではブンチャーを出す店が増加したという。
2019年6月の米朝首脳会談ではハノイ料理としてフォーとともにジャーナリスト向けのメディアセンターの食事に採用された。